# Kenau Simonsdochter Hasselaer
Kenau Simonsdochter Hasselaer (1526–1588) fou una comercianta en fusta de Haarlem, que va esdevenir una llegendària heroïna popular als Països Baixos per la seva defensa a ultrança de la ciutat contra les tropes invasores espanyoles durant el setge de Haarlem de 1573.